# Mostarska deklaracija
Mostarska deklaracija, međunarodni dokument koji su 19. srpnja 2004. potpisali ministri kulture osam zemalja jugoistočne Europe - BiH, Hrvatske, Crne Gore i Srbije, Makedonije, Rumunjske, Bugarske i Albanije. Njome se zagovara veća regionalna suradnja u očuvanju kulturne baštine.
Potpisivanjem deklaracije završila je Međunarodna konferencija ministara kulture zemalja jugoistočne Europe, koja je pod naslovom Kulturna baština - most prema zajedničkoj budućnosti održana u organizaciji Talijanske vlade i Vijeća ministara BiH, a u suradnji sa Svjetskom bankom i UNESCO-om.
Talijanski ministar kulture Giuliano Urbani izjavio je, uz ostalo, da se u Deklaraciji naglašava potreba unaprjeđenja kulturnoga turizma zemalja potpisnica te je utemeljen posebni fond s iznosom od 800.000 eura radi poticanja razvijanja kulturnoga turizma u zemljama jugoistočne Europe.
Hrvatski ministar kulture Božo Biškupić rekao je da Hrvatska u cijelosti podupire ciljeve Mostarske deklaracije, jer će ona potaknuti jačanje suradnje između naroda i država jugoistočne Europe. Službeno je rečeno kako će se ubuduće na Venecijanskom bijenalu dodjeljivati posebna nagrada mladom umjetniku s područja jugoistočne Europe.